# Crossopterygii
Sous-classe
Les Crossopterygii, ou crossoptérygiens en français, forment une sous-classe des ostéichthyens (poissons osseux). La diversité des crossoptérygiens a été maximale du Trias au Jurassique. Ils comportaient principalement deux groupes : les actinistiens et les rhipidistiens, eux-mêmes divisés en porolépiformes et ostéolépiformes.
Ce groupe a été défini en 1861 par Thomas Henry Huxley sur la présence, chez ces différents groupes, de nageoires présentant un lobe basal charnu bordé d'une frange de lépidotriches (rayons dermiques).
On a par la suite reconsidéré le bien-fondé du regroupement de ces organismes selon ce seul caractère ; en effet, certains groupes, comme les actinistiens (aujourd'hui représentés par les deux espèces de cœlacanthes), ne possèdent pas de choanes (narines internes) ni de poumons fonctionnels, tandis que d'autres, comme les dipneustes en possèdent. Le groupe est aujourd'hui considéré comme paraphylétique, et n'est plus utilisé en phylogénétique.